# Smíšený sbor
Smíšený sbor je pěvecké těleso. Smíšeným se nazývá proto, že je tvořeno mužskými hlasy a ženskými hlasy.
Ve smíšeném sboru jsou obvykle zastoupeny čtyři hlavní pěvecký hlas:
- Ženské hlasy:
  - soprán (S)
  - alt (A)
- mužské:
  - tenor (T)
  - bas (B)

Vedle smíšených sborů rozeznáváme ještě mužské, ženské a dětské pěvecké sbory – ty se dále mohou dělit na chlapecké a dívčí.